# Остряков, Алексей Петрович
Остряков Алексей Петрович (1828 — 26 сентября (8 октября) 1883) — юрист, деятель Крестьянской реформы 1861 года и судебной реформы 1864 года, присяжный поверенный, общественный деятель, статский советник.
Стал широко известен в связи со своим назначением государственным защитником Дмитрия Владимировича Каракозова, совершившего 4 апреля 1866 года покушение на императора Александра II. В истории российской юстиции А. П. Остряков является адвокатом по делу о революционном терроре в Российской империи.

## Биография
Происходил из мелкопоместных новгородских дворян. В 1848 году окончил полный курс наук юридического факультета С.-Петербургского университета, по разряду юридических наук, со степенью кандидата. С января 1849 года в чине коллежского секретаря причислен к ведомству Министерства юстиции. В 1852 году назначен третьим секретарем (исправляющим должность титулярного советника) IV департамента Правительствующего Сената. В 1853 году утверждён в должности, с производством в чин титулярного советника. С 1856 года — второй секретарь IV департамента Правительствующего Сената. Высочайшим приказом от 31.10.1857 года № 208, по Министерству юстиции, производится, за выслугу лет, в чин коллежского асессора, со старшинством. Как опытный сенатский обер-секретарь, по особому высочайшему распоряжению от 17.02.1859 года, назначен, с оставлением при Департаменте Министерства юстиции, секретарем (управляющим) канцелярии Редакционных комиссий о крестьянских делах, в помощь к П. П. Семенову (Тян-Шанскому), избранного, сверх звания члена-эксперта, заведовать текущими делами Редакционных комиссий. С 4 марта 1859 года приступил к новым обязанностям, став непременным секретарем и непосредственным участником подготовки Крестьянской реформы 1861 года. Деятельность его в этом качестве нашла отражение в исторической литературе и мемуарах. Высочайшим указом от 19.12.1860 года № 336, по Министерству юстиции, произведен, за выслугу лет, в чин надворного советника, со старшинством с 9.12.1860 года. Высочайшим приказом от 23.04.1861 года, по Государственной канцелярии, из ведомства Министерства юстиции причислен к Государственной канцелярии Государственного Совета. Высочайшим указом от того же — 23 апреля 1861 года, пожалован кавалером ордена Святого Владимира 4 степени, в воздаяние неутомимых трудов и полезной деятельности при составлении в Редакционных комиссиях, учрежденных при Главном комитете по крестьянскому делу, предположений к освобождению крестьян из крепостной зависимости. Высочайшим приказом от 31.12.1864 года № 21, по Государственной канцелярии, производится, за отличие, в чин коллежского советника, со старшинством с 3.12.1862 года. Высочайшим приказом от 28.03.1866 года № 1, по Государственной канцелярии, уволен от службы, согласно прошению, по домашним обстоятельствам, с производством, за отличие, в чин статского советника.

### Присяжный поверенный
После непосредственного участия в подготовке Крестьянской реформы 1861 года, принял непосредственное участие в судебной реформе 1864—1866 годов. С 15 апреля 1866 года министром юстиции утверждён присяжным поверенным первого состава присяжных поверенных только образованного округа C.-Петербургской судебной палаты. Примечательно, что в опубликованном распоряжении министра юстиции о первом составе с.-петербургских присяжных поверенных, А. П. Остряков показан ещё в чине коллежского советника.
Дело по защите Д. В. Каракозова, Н. А. Ишутина и других лиц, обвиненных в покушении на императора, открывшееся судебным заседанием 18 августа 1866 года, стало первым делом А. П. Острякова в качестве адвоката. Назначение государственным защитником Каракозова не принесло, да и не могло принести Острякову славы. Сам факт покушения на Царя-Освободителя настолько шокировал русское общество, что его защитник рассматривался как адвокат дьявола. Из одиннадцати подсудимых самой трудной была защита именно Д. В. Каракозова. Однако, это дело принесло Острякову известность. Современники и участники процесса отмечали, что он сделал ровно столько, сколько можно было сделать со стороны защиты. В частности, знаменитый Дмитрий Васильевич Стасов, адвокат № 2 в Каракозовском процессе, защищавший Н. А. Ишутина, вспоминал: «Остряков сказал прекрасно всё, что только можно было сказать в таком безнадежном деле». В 1867—1868 годах Остряков избирается членом С.-Петербургского совета присяжных поверенных. Через несколько лет, оставшись в адвокатской корпорации, его назначат в службу вновь, почетным попечителем Детского приюта принца П. Г. Ольденбургского. Е. И. Высочество, член Государственного Совета, принц П. Г. Ольденбургский являлся членом Верховного уголовного суда на Каракозовском процессе. По-видимому, тогда он и запомнил Острякова.
После дела Каракозова, Острякова стали приглашать представлять интересы участников громких судебных процессов, которые рассматривались как в судах С.-Петербургского судебного округа, так и в Кассационных департаментах Сената. Одним из первых таких скандальных дел, стало судебное разбирательство о нарушении контрактных обязательств, мошенничестве и подлоге, между редакторами-издателями популярной газеты «Петербургский листок», братьями Н.А. и А. А. Зарудными и И. А. Арсеньевым. Остряков представлял интересы братьев Зарудных. В конечном итоге, И. А. Арсеньев отказался от прав на издание «Петербургского листка» и основал «Петербургскую газету».
Другим громким делом конца 1860-х годов, в котором он выступал защитником обвиняемых, стало дело о растрате казенной соли и казенного железа в Нижнем Новгороде, которое слушалось в кассации Сената. Вскоре после него, Острякова пригласили представлять интересы объявленного единственным наследником молодого графа Платона Александровича Зубова (8.01.1835-11.01.1890) в деле по оспариванию завещания его матери, графини Наталии Павловны Зубовой (1.07.1801-15.10.1868), согласно которому, мать оставила сыну право на пользование только процентами и доходами с её имущества, оцененного в 3 800 000 рублей. Дело слушалось более десяти лет и, в конечном итоге, закончилось победой Острякова и его доверителя. За свои услуги, незадолго до смерти, А. П. Остряков получил 160 000 руб. адвокатского гонорара, что вызвало настоящий переполох в среде присяжных поверенных и обычных обывателей.
Судебные дела с участием А. П. Острякова в конце 1860-х — начале 1870-х годов широко освящались на страницах столичной прессы и специальных изданий, таких, как журнал «Судебный вестник», или сборники решений Гражданского кассационного департамента Правительствующего Сената. Среди его клиентов значились статс-секретарь Е. И. В., тайный советник П. А. Булгаков (1867), чиновник особых поручений VI класса при Общем центральном управлении Министерства императорского двора коллежский советник Э. У. Быковский (1871), жена полковника, графиня Анна Ивановна Гендрикова (1876), жена действительного тайного советника, княгиня Мария Долгорукова (1879) и др. лица. Дела, которые вел А. П. Остряков, были, в основном, связаны с имущественными спорами, денежными претензиями, оспариванием завещаний и т. п. Нанимали Острякова и юридические лица, например, он представлял интересы правления Российского страхового от огня общества (1869).
Служил адвокатом по гражданским и некоторым уголовным делам до конца жизни. С 1875 года его контора располагалась в доме № 28, по Гагаринской набережной С.-Петербурга.

### Общественная деятельность
Кроме адвокатской практики, статский советник А. П. Остряков занимался общественной деятельностью и благотворительностью. Приказом министра внутренних дел от 4.02.1871 года № 7, определен в службу почетным членом комитета Детского приюта принца П. Г. Ольденбургского. Высочайшим указом от 3.08.1873 года, по Капитулу российских императорских и царских орденов, пожалован, по засвидетельствованию начальства, в воздаяние отлично-усердной службы и полезных трудов по комитету Детского приюта Е. И. Высочества принца П. Г. Ольденбургского, кавалером ордена Святого Владимира 3-й степени.
Принимал участие в торжествах, отмечавшихся российским обществом, например, по случаю празднования 100-летнего юбилея М. В. Ломоносова. На 1.01.1872 года состоял действительным членом Общества для пособия нуждающимся литераторам и ученым (Литературного фонда). В конце 1870-х — начале 1880-х годов состоял действительным членом Общества вспоможения недостаточным студентам С.-Петербургской Духовной академии.

### Золотые прииски
Брак с дочерью провинциального священника, как тогда говорили, из Богом забытого края, оказался для А. П. Острякова настоящим Клондайком. То ли по стечению обстоятельств, то ли по иным причинам, шурином Острякова стал отставной коллежский секретарь Владимирского губернского правления, сын священника Иван Иванович Способин, рождённый Ястребов (1821, с. Тучково, Судогодского у. Владимирской губ. — 1862, С.-Петербург, Новодевичьей м-рь). Получив воспитание и образование в Муромском духовном училище (1830—1836) и во Владимирской духовной семинарии (1836—1842), Способин отказался от принятия духовного сана и, с разрешения Священного Правительствующего Синода, вступил в гражданскую службу. В феврале 1843 года определен на службу канцелярским чиновником во Владимирский уездный суд и, в том же — 1843 году, перемещен секретарем в губернское Правление, с утверждением в чине коллежского регистратора. С конца 1843 по февраль 1845 года редактировал местную газету «Владимирские губернские ведомости». Высочайшим приказом от 6.03.1848 года № 45, по ведомству Министерства внутренних дел, по Владимирской губернии, произведен, за выслугу лет, из коллежских регистраторов — в чин губернского секретаря, со старшинством с 8.10.1847 года. Высочайшим приказом от 8.03.1852 года № 48, по ведомству Министерства внутренних дел, по Владимирской губернии, производится, за выслугу лет, в чин коллежского секретаря, со старшинством с 8.10.1851 года. Выйдя в отставку, И. И. Способин, по приглашению крупного российского откупщика, промышленника и золотодобытчика в Амурском крае, Дмитрия Егоровича Бернадаки, переехал в С.-Петербург и был назначен управляющим делами Д. Е. Бернадаки. Ценивший неподкупность, честность и деловые качества своего управляющего с такой говорящей фамилией, Д. Е. Бернадаки положил ему не только крупное содержание в 12 000 руб. в год, с бесплатной квартирой в столице, но и некоторые доли в предприятиях Бернадаки, в том числе в золотых приисках. Как зять (муж сестры) И. И. Способина, умершего холостым и не имевшего наследников, А. П. Остряков получил, по завещанию, в качестве душеприказчика и наследника Способина его доли (право на доход) с Ново-Мариинского золотого прииска в Енисейской губернии, с золотых приисков в Олёкминском округе Якутской области и в Амурском крае. Не оставляя службы присяжным поверенным, А. П. Остряков за вознаграждение предоставлял свои паи (доли) в золотых приисках в пользование третьим лицам: с 1872 года состоял участником Иннокентьевского золотопромышленного дела Горация Евзелича Гинцбурга Ленского золотопромышленного товарищества; владел правами на золотые прииски по речке Малый Кунгурак (левый приток р. Уруша) и по речке Нечаянной (правый приток р. Ниман) в Амурском крае, которые, однако, так и не разрабатывались и в 1891 году были назначены к продаже Иркутским горным управлением. Кроме участия в золотопромышленных артелях, А. П. Остряков в 1880 году подавал прошение о получении концессии на строительство железной дороги по линии Оренбург — Ташкент, оставленное без удовлетворения.

## Семья
Указом Сената от 29.11.1865 года, вместе с отцом, старшими братьями — Николаем и Владимиром, сёстрами — Аделаидой, Варварой и Ольгой, был утверждён в дворянстве III ч. ДРК Новгородской губернии, по Боровичскому уезду.

### Родители
- Мать — девица Мария Алексеевна, в замужестве Острякова. Помещица деревни Любитова Порховского уезда Псковской губернии, деревни Котова и сельца Желомля Боровичского уезда Новгородской губернии.
- Отец — Пётр Никитич Остряков, статский советник, новгородский помещик, этнограф Новгородского края. Происходил из духовного сословия, сын дьячка. В 1829 году окончил Новгородскую духовную семинарию по 2-му разряду. Определён в службу в 1830 году учителем 1-го класса Валдайского уездного училища Новгородской губернии. С 1831 по 1833 год служил учителем Новгородского уездного училища. С 25.09.1833 года произведён в чин губернского секретаря и назначен штатным смотрителем Новгородского уездного училища. С 1835 года назначен штатный смотрителем Боровичского уездного училища Новгородской губернии и в первый год службы преподавал в училище арифметику и геометрию. Как штатный смотритель Боровичского уездного училища, много сделал для преобразования учебной части училища. С октября 1836 года — в той же должности, в чине коллежского секретаря. С октября 1839 года — в той же должности, в чине титулярного советника. Высочайшим указом от 8.11.1842 года, пожалован, за отлично-усердную службу, в чин коллежского асессора, со старшинством с 27.10.1842 года и оставлением в должности. Из ведомства Министерства народного просвещения переведен в ведомство Министерства внутренних дел и назначен младшим чиновником особых поручений при военном губернаторе г. Новгорода и новгородском гражданском губернаторе генерал-майоре бароне Х.Х. фон дер Ховене. Высочайшим приказом от 15.05.1847 года № 85, по ведомству Министерства внутренних дел, по Новгородской губернии, назначается из чиновников особых поручений советником Новгородского губернского правления. Высочайшим приказом от 16.08.1847 года № 154, по ведомству Министерства внутренних дел, по Новгородской губернии, производится, за выслугу лет, из коллежских асессоров, в надворные советники, со старшинством с 28.10.1846 года. Высочайшим приказом от 1.09.1851 года № 170, по Новгородской губернии, ведомства Министерства внутренних дел, пожалован, за выслугу лет, в чин коллежского советника, со старшинством с 28.10.1850 года и оставлением в должности советника Новгородского губернского правления. Высочайшим приказом от 28.03.1857 года № 66, по Новгородской губернии, пожалован, за выслугу лет, в чин статского советника, со старшинством с 28.10.1856 года и оставлением в должности. Вышел в отставку в 1861 году в том же чине. Деятель крестьянской реформы 1861 года: из отставных статских советников, по Земскому отделу Министерства внутренних дел, с 15.02.1864 года определён от правительства председательствующим в мировых съездах в бывших белорусских губерниях; от правительства, с 25.05.1864 года назначен членом 2-й Динабургской поверочной комиссии Витебской губернии. Приказом министра финансов от 19.08.1864 года № 16, причислен к Министерству финансов, с оставлением в должности. Приказом министра финансов от 29.01.1968 года № 2, уволен от службы, по прошению. Был награждён орденами Святой Анны 3-й степени, Святого Станислава 2-й степени, знаками отличия «Беспорочная служба XV» (1848) и «Беспорочная служба XXV» (1856); награждался единовременными денежными пожалованиями в 1837 и 1840 годах. Помещик: сельца Стоячева, Вологодского погоста, Боровичского уезда Новгородской губернии, в коем за ним имение, по купчей от 11.06.1848 года, совершенной в Новгородской палате гражданского суда, от прапорщика Василия Николаевича Гречанинова, в коем 7 крепостных муж. пола душ, с их семействами, имуществом и землей; дер. Куракино, Шегринской волости Боровичского уезда Новгородской губернии, в коем имении, по 9-й ревизии — 1850 года, за ним было 20 крепостных душ муж. пола. За ним же имение в дер. Тихомирово, Шегринской волости Боровичского уезда. Наблюдал фольклорно-этнографические традиции в Новгородской губернии, печатался в «Новгородских губернских ведомостях». В 1860—1861 годах издал сочинения по этнографии Новгородского края[10], в которых описываются демонологические персонажи (домовой, водяной, леший, оборотень). Указами Сената от 22.09.1844 года и от 29.11.1865 года вместе с супругой — Марией Алексеевной, сыновьями — Николаем, Владимиром, Алексеем, и дочерьми — Клавдией, Лидией (воспитывалась в С.-Петербургском Александровском женском училище, выпуск 1857 года), Марией (воспитывалась в С.-Петербургском Мариинском женском институте, выпуск 1859 года), Аделаидой, Варварой и Ольгой (в замужестве Шилкина), утверждён в дворянстве по III части Дворянской Родословной Книги Новгородской губернии, по Боровичскому уезду.

### Жена
С 3.11.1857 года был женат на 21-летней девице Александре Ивановне Ястребовой (7.04.1835 -?), дочери священника Владимирской церкви села Тучково, Судогодского уезда, Владимирской губернии, Ивана (Иоанна) Васильевича Ястребова (? — 21.08.1853). А. И. Ястребова была родной сестрой коллежского секретаря Владимирского губернского правления Ивана Ивановича Способина, рождённого Ястребова, управляющего делами крупного российского откупщика, промышленника и золотодобытчика в Амурском крае, Дмитрия Егоровича Бернадаки.
Венчались в церкви Св. Благоверного Великого Князя Александра Невского при Правительствующем Сенате. Поручители по жениху: столоначальник штаба Корпуса инженеров путей сообщения, коллежский советник Михаил Андреевич Лаговский и инженер-капитан Николай Федорович Мусин-Пушкин. Поручители по невесте: состоящий в должности секретаря 4-го департамента Правительствующего Сената титулярный советник Евгений Алексеевич Домбровский и родной брат невесты, коллежский секретарь Иван Иванович Способин.
- Михаил Андреевич Лаговский (1800 — 20.03.1871) — коллежский советник, начальник общего архива Министерства путей сообщения. Сын костромского священника. Образование получил в Костромской духовной семинарии (выпуск 1822 года) и Московской духовной академии (1822—1826). С 22.03.1831 года служил учителем в Галичском уездном духовном училище, затем в Кинешемском уездном училище и в Костромской губернской гимназии. В чине коллежского регистратора с 22.03.1833 года. С 27.04.1842 по 20.03.1871 года служил в различных должностях по ведомствам Главного управления путями сообщения и публичных зданий и Министерству путей сообщения: младший, затем старший помощник столоначальника штаба Корпуса путей сообщения, журналист штаба Корпуса путей сообщения, столоначальник отделения Департамента искусственных дел Главного управления путями сообщения и публичных зданий, начальник общего архива Главного управления путей сообщения и публичных зданий, начальник общего архива Министерства путей сообщения. За месяц до смерти, приказом министра путей сообщения от 1.02.1871 года № 2, назначен, по-прежнему, начальником общего архива министерства, реорганизованного по новому штатному расписанию центрального управления, высочайше одобренного 31.12.1870 года. Коллежский асессор с 21.11.1846, надворный советник с 3.02.1848, коллежский советник с 21.11.1852 года, в том чине служил до смерти. Награждался знаками отличия «Беспорочная служба XV» (1847), «Беспорочная служба XX» (1852), «Беспорочная служба XXV» (1857), имел бронзовую медаль «В память войны 1853—1856». Кавалер ордена Святого Станислава 2 степени (25.03.1866) и ордена Святого Владимира 4 степени (3.12.1869) за 30-летнюю, в классных чинах и должностях, беспорочную службу. Был женат. В браке имел сына — Константина, в 1851 году окончившего курс юридического факультета С.-Петербургского университета, со степенью кандидата прав, и определенного в службу по ведомству Министерства юстиции. С 22.10.1851 — канцелярский чиновник 1-го департамента С.-Петербургской палаты гражданского суда, с утверждением в чине коллежского секретаря. В 1854 году назначен и. д. секретаря 4-го департамента. Правительствующего Сената, с 22.10.1856 года — титулярный советник. Служил вместе с А. П. Остряковым в должности и. д. секретаря 4-го департамента Правительствующего Сената. С 22.10.1858 года пожалован коллежским асессором в той же должности, с 22.10.1862 года — надворным советником. В том чине, ВП от 13.07.1864 г. № 440, по Морскому ведомству, с должности секретаря 4-го департамента Правительствующего Сената переведён младшим помощником делопроизводителя Комиссариатского департамента Морского ведомства. ВП от 16.11.1864 года № 453, по Морскому ведомству, уволен от службы, по домашним обстоятельствам.
- Николай Федорович Мусин-Пушкин (31.05.1795 — 28.09.1862) — отставной инженер-капитан, новгородский помещик, с.-петербургский домовладелец и совладелец различных коммерческих предприятий. Сын секунд-майора Фёдора Ивановича Мусина-Пушкина, помещика Крестецкого, Боровичского, Тихвинского и Устюжского уездов Новгородской губернии. Воспитывался в Институте Корпуса инженеров путей сообщения (1813—1816), пройдя чинопроизводство, по экзаменам, от прапорщика до поручика. После окончания института, с 1.07.1816 года вышел в отставку, по прошению, поручиком Корпуса инженеров путей сообщения. С 21.03.1818 года определен в службу вновь, адъютантом главного начальника Отдельного корпуса военных поселений графа А. А. Аракчеева. Одновременно с адъютантской должностью, назначен и. д. дежурного штаб-офицера по работам при Гренадерской дивизии. С 17.04.1819 — капитан Корпуса инженеров путей сообщений. В 1821 году — резервный инженер Строительного отряда Главного управления путями сообщений и публичных зданий. С 31.01.1823 года, по прошению, уволен от службы, по домашним обстоятельствам, без награждения рангом. Кавалер ордена Святой Анны 3 степени (1818). В дальнейшем служил по выборам дворянства депутатом Новгородского дворянского депутатского собрания от Устюжского уезда для составления губернской Дворянской родословной книги, в 1833—1841 годах — депутатом от дворянства Кирилловского уезда Новгородской губернии, затем избран на один 3-летний срок предводителем дворянства Крестецкого уезда той же губернии. За ним недвижимое имение (родовое и приобретенное) в четырех уездах Новгородской губернии, в котором, по 8-й ревизии — 1834 года, в общей сложности 580 муж. пола крепостных душ. С начала 1840-х годов жил в С.-Петербурге, занимался различными откупами и коммерческими предприятиями, в том числе по ремонту и содержанию железных и шоссейных дорог. Владел в Новгородской губернии, в Крестенецком уезде, стекольным заводом в дер. Полищи, Полищского погоста, стекла с которого демонстрировались на Лондонской всемирной выставке 1851 года. В 1851—1859 годах был заказчиком и владельцем двухэтажного каменного дома на набережной р. Фонтанки, под № 137, единственного известного, как самостоятельный архитектурный проект, дома академика архитектуры И. А. Козляинова. За ним же дом в 1-й Адмиралтейской части, 4-го квартала, под № 192 — по табели 1822 года, под № 238 — по табели 1846 года. Владел контрактом от 24.07.1859 года, от правления 1-го округа путей сообщения, на ремонтное содержание Динабургского шоссе с 15.11.1858 по 15.11.1862 года, заключенным с динабургскими 1-й гильдии купцами Герцелем Янкелевым Гутнером и Ициком Рубиным. За ним же был контракт от 30.12.1859 года, от С.-Петербургской строительной конторы, заключенный с ейским 1-й гильдии купцом Николаем Александровичем Никитиным, на постройку к 1.04.1862 года читательского зала при Императорской Публичной библиотеке, на сумму 94 500 руб. серебром. За ним контракт от 17.02.1861 года, от Калужской казённой палаты, на содержание малоярославецкого питейного откупа с 17.02.1861 по 17.02.1863 года, заключенный с царскосельским 1-й гильдии купцом Александром Федоровым Красильниковым. За ним контракт от 8.04.1861 года, с Инженерным департаментом, на поставку дров в 1862 и 1863 годах для казарменных зданий в С.-Петербурге и окрестностях. Жене — Надежде Сергеевне, урожденной Балк, принадлежал каменный дом в 3-й Адмиралтейской части С.-Петербурга, 4-го квартала, под № 308 — по табели 1822 года, под № 357 — по табели 1846 года, который в 1854 году был предоставлен в залог Департаменту железных дорог, в обеспечение 6-летнего контракта от 9.03.1854 года, на оптовый ремонт Николаевской железной дороги, заключенного с звенигородским 1-й гильдии купцом Василием Ивановичем Смолиным, в сумме один миллион пятьдесят тысяч руб. серебром.
- Евгений Алексеевич Домбровский — надворный советник. Учился своекоштным студентом в Императорском С.-Петербургском университете, однако, курса не окончил и в 1842 году уволился из числа студентов. Служил писцом Гродненской гражданской палаты в чине коллежского регистратора, с 24.07.1847 года определен в Министерство юстиции. С 1850 по 1858 год состоял в должности секретаря 4-го департамента Правительствующего Сената, сослуживец А. П. Острякова. С 11.09.1850 года из губернских секретарей пожалован в чин коллежского секретаря, с 11.09.1854 года — титулярным советником, с 3.11.1857 года пожалован коллежским асессором, со старшинством, и. д. обер-секретаря того же департамента. С 3.11.1859 года уволен в отставку, с производством в чин надворного советника. С 12.02.1856 года был женат на девице Прасковье Николаевне Титовой (родилась 21.08.1831 года), дочери начальника отделения Артиллерийского департамента Военного министерства, статского советника Николая Михайловича Титова (1792 — 15.07.1856) и его супруги — девицы Дарьи Васильевны (Вильгельмовны) Мертенс (1789 -?), дочери тайного советника и сенатора Василия (Виллима-Вильгельма) Фёдоровича Мертенса (8.03.1761 — 30.03.1839), члена Верховного уголовного суда по делу декабристов.

#### Дети
- Елизавета Алексеевна Острякова (26.08.1858, С.-Петербург — 24.06.1860, С.-Петербург).
- Пётр Алексеевич Остряков (27.02.1860, С.-Петербург — январь 1913) — подполковник Конвойной стражи. Первоначальное образование получил домашнее; в службу вступил 31.08.1878 юнкером Николаевского кавалерийского училища; выпущен 8.08.1880 корнетом лейб-гвардии Кирасирского Его Величества полка; из гвардии корнетов 20.10.1882 произведён поручиком армейской кавалерии, с переводом в 27-й Киевский драгунский Е. И. Высочества князя Николая Максимилиановича полк; 30.03.1885 произведён штабс-ротмистром того же полка; с переименованием в штабс-капитаны и зачислением по армейской пехоте, до 26.10.1891 переведён младшим офицером С.-Петербургской конвойной команды; 1.01.1893 пожалован кавалером ордена Святого Станислава 3-й степени; в том же чине 15.06.1895 назначен начальником Сусловской этапной конвойной команды Томской губернии; 1.08.1895 произведён капитаном по армейской пехоте, с оставлением в должности; 30.04.1897 назначен начальником Шерагульской (Шелопугинской) этапной конвойной команды Иркутской губернии; определением Новгородского дворянского депутатского собрания от 1.08.1897, утверждён в дворянстве III ч. ДРК Новгородской губернии, по Боровичскому уезду; 1.01.1898 пожалован кавалером ордена Святой Анны 3-й степени; 21.04.1899 переведён начальником Чимкентской конвойной команды, с оставлением по армейской пехоте; 19.11.1899 назначен исправляющим должность начальника Тюменской конвойной (пароходно-конвойной) команды Тобольской губернии; из капитанов, за отличие по службе, 26.02.1900 произведён подполковником, по армейской пехоте, с утверждением в должности; в том же чине 27.03.1903 назначен начальником Ташкентской конвойной команды; 1.01.1909 пожалован кавалером ордена Святого Станислава 2-й степени; в том же чине и в той же должности 29.01.1913 исключен из списков армейской пехоты в связи с кончиной. Жена - Зинаида Яковлевна Острякова, рождённая Червинская (1866-1925), из дворян, дочь секретаря Киевской городской думы, с 21.06.1871[11] переведённого в ведомство Министерства юстиции, с причислением к Департаменту министерства, и назначенного старшим нотариусом[12], а затем членом (1876[13]-1909[14]) Тамбовского окружного суда, действительного статского советника (1.01.1896), кавалера ордена Святого Станислава 1 степени (1.01.1909) Якова Исаакиевича Червинского (1826-9.02.1916), воспитанница Тамбовского Александринского института благородных девиц (выпуск 1884), художница и педагог. В браке имел двух сыновей: Алексея (1890, С.-Петербург - 1965, Тамбов) - педагога, публициста и мемуариста, и Якова. Семья жила в С.-Петербурге. Во время службы офицером С.-Петербургской конвойной команды, вместе с супругой, в 1890-1893-х годах показан восприемником новоприсоединённых к православию, через миропомазание, нижних чинов С.-Петербургской конвойной команды, из числа бывших раскольников-беспоповцев, происходивших из крестьян: Верхотурского уезда, Башкарской волости, Пермской губернии; Сарапульского уезда, села и волости Тайнинской, Вятской губернии и др. центров раскольничества.
- Екатерина Алексеевна Острякова (23.11.1862, С.-Петербург -?).
- Александра Алексеевна Клевцова (03.04.1864, С.-Петербург -?) — помещица имения в селе Святцы Тучковской волости Судогодского уезда Владимирской губернии. С 10.02.1880 года в возрасте 15 лет 10 месяцев выдана замуж за дворянина Судогодского уезда,25-летнего врача Илью Михайловича Клевцова, 1854 года рождения. Венчались в церкви иконы Божией Матери Владимирской, что в Придворных слободах. Поручители по жениху: мичман 7-го флотского экипажа Анатолий Августович Гинтер[15] и отставной коллежский советник Дмитрий Иванович Герасимов, по-видимому, бывший чиновник для наблюдения за порядком в волостях Тамбовского управления государственными имуществами. Поручители по невесте: отец её родной, статский советник Алексей Петрович Остряков и 5-го гусарского Александринского Его Императорского Высочества Великого Князя Николая Николаевича Старшего полка корнет Фёдор Олимпович Ивков[16]. Столь ранний брак не был счастливым и был расторгнут, по указу Святейшего Синода от 24.04.1897 года за № 2011, в связи с безвестным отсутствием жены коллежского советника Александры Алексеевны Клевцовой, с дозволением И. М. Клевцову вступить во второй брак[17].
  - Зять — И. М. Клевцов, в 1880 году окончил полный курс медицинского факультета Московского университета, со званием лекаря. Приказом от 19.10.1882 года № 31, по Министерству внутренних дел, определен на службу земским врачом Судогодского уезда Владимирской губернии, с 3.03.1882 года. Служил до 1.02.1892 года судогодским уездным земским врачом 2-го медицинского участка в селе Смолино. Одновременно, определением Правительствующего Сената от 16.05.1885 года, утвержден почётным мировым судьей по Судогодскому уезду. Приказом по Министерству юстиции от 1.06.1885 года № 25, приглашен к участию в Судогодском уездном по крестьянским делам присутствию. Сенатским указом от 18.05.1887 года № 73, по ведомству Медицинского департамента Министерства внутренних дел, утвержден в чине титулярного советника, по званию лекаря, с старшинством с 3.03.1882 года. Определением Правительствующего Сената от 12.01.1888 года, утвержден на новое 3-летие почётным мировым судьей по Судогодскому уезду. Сенатским указом от 1.09.1888 года № 99, по Медицинскому департаменту Министерства внутренних дел и его ведомству, произведен, за выслугу лет, в чин коллежского асессора, со старшинством с 3.03.1885 года. Сенатским указом от 29.01.1890 года № 26, по тому же ведомству, произведен, за выслугу лет, в чин надворного советника, со старшинством с 3.03.1889 года. Приказом по Министерству внутренних дел от 24.10.1892 года № 20, перемещен на должность ординатора Московского Екатерининского богадельного дома (Матросская богадельня), с 1 февраля 1892 года. В 1895 году вышел в отставку с чином коллежского советника. Впоследствии вольнопрактикующий врач в г. Муроме. После начала Первой мировой войны вернулся на службу врачом военного госпиталя. Умер 3 мая 1917 года в Москве.
- Владимир Алексеевич Остряков (23.06.1865, С.-Петербург - 08.12.1898, С.-Петербург) - отставной поручик кавалерии. Воспитывался в Николаевском кавалерийском училище; ВП от 14.08.1884, по военной-учебным заведениям, из юнкеров I разряда произведён в старшие корнеты 15-го Драгунского Александрийского Его Императорского Высочества великого князя Николая Николаевича Старшего полка.
- Вера Алексеевна Острякова (17.09.1868, С.-Петербург — 1878, С.-Петербург). Крещена 22.09.1868 года в Сергиевском Всей артиллерии соборе С.-Петербурга. Восприемники: товарищ главного военного прокурора, действительный статский советник Александр Иванович Проворов, и жена статского советника Анна Федоровна Лисовская.